# 雷塞茨
48°47′34″N 27°1′12″E / 48.79278°N 27.02000°E
雷塞茨（羅馬化：Lysets）是位於烏克蘭西部赫梅利尼茨基州卡緬涅茨-波多利斯基區杜納伊夫齊市鎮的村莊，始建於1493年，面積2.945平方公里，海拔高度283米，2001年人口1,021，人口密度每平方公里346.69人。